# Психалгия
Психалгия — психогенная фантомная боль (обычно головная боль), часто наблюдающаяся при неврозах. Иногда (при панических атаках) сопровождается аффектом тревоги и страха. Истинного анатомического субстрата для боли нет (или его невозможно определить). Иногда предполагается, что имеет место лишь психологическое восприятие несуществующей боли.